# Acalypha
Las acalifas (Acalypha L.) son un género de plantas con flores perteneciente a la familia Euphorbiaceae Juss. y el único género de la subtribu Acalyphinae. Con cerca de 500 especies de hierbas, sufrútices, arbustos y pequeños árboles, este género es el tercero más diverso de la familia, solo por detrás de Euphorbia y Croton. Es, además, el más diverso de la subfamilia Acalyphoideae Beilschm. sensu stricto.

## Descripción
Son hierbas anuales o perennes, arbustos o árboles pequeños, sin látex; plantas monoicas o menos frecuentemente dioicas. Indumento de pelos simples o glandulares, raramente pelos estrellados.Hojas alternas, simples; estípulas mayormente pequeñas. Inflorescencias espigadas, racemosas o paniculadas, axilares o terminales, en Nicaragua unisexuales o andróginas (pistiladas abajo y estaminadas encima); flores estaminadas muy pequeñas, subsésiles, varias en la axila de una bráctea diminuta, lobos del cáliz 4, pétalos y disco ausentes, estambres generalmente 8, libres, anteras péndulas, vermiformes en la madurez; flores pistiladas 1–3 en la axila de una bráctea, lobos del cáliz 3–5, pétalos y disco ausentes, ovario (1–) 3-locular, 1 óvulo por lóculo, estilos connados cerca de la base, ramas de cada estilo generalmente disecadas en segmentos filiformes, flor (es) pistilada distal a veces diferente de las otras (alomórfica), frecuentemente ebracteada, ovario 1–3-lobado y estilo sub-basal. Fruto una cápsula (1–) 3-locular, cada segmento separándose y desprendiéndose de la columela persistente, fruto de las flores alomórficas un esquizocarpo profundamente lobado o indehiscente; semilla 1 por carpelo, ovoide, generalmente carunculada, variadamente labrada.
Acalypha hispida, cultivada como planta ornamental a causa del color y textura de sus excitantes flores, es la especie más conocida. Otras son cultivadas por su follaje. Acalypha bipartita es un vegetal comestible en algunas zonas de África.

## Distribución
La mayoría de las especies son tropicales o subtropicales (no están presenten en Hawaii y otras islas de Pacífico), tiene poca representación en las zonas templadas. América cuenta con dos tercios de las especies conocidas, distribuidas desde el sur de EE. UU. hasta Uruguay y norte de Argentina.

## Taxonomía
El género fue descrito por Carolus Linnaeus y publicado en Species Plantarum 2: 1003–1004. 1753.
Etimología
Acalypha: nombre genérico que deriva del griego antiguo akalephes = ("ortiga"), en referencia a que sus hojas son semejantes a ortigas.

## Especies seleccionadas
| - Acalypha adenostachya - Acalypha alopecuroides - Acalypha amentacea - Acalypha andina - Acalypha aristata - Acalypha australis - Acalypha bipartita - Acalypha guatemalensis - Acalypha hispida - Acalypha hontauyuensis - Acalypha indica - Acalypha monococca - Acalypha ostryifolia - Acalypha pendula - Acalypha phleoides - Acalypha portoricensis - Acalypha radians | - Acalypha raivavensis - Acalypha repens - Acalypha reptans - Acalypha rhomboidea - Acalypha rubrinervis - Acalypha schimpffii - Acalypha siamensis - Acalypha skutchii - Acalypha sonderiana - Acalypha suirenbiensis - Acalypha tunguraguae - Acalypha umbrosa - Acalypha virginica - Acalypha wilkesiana |